# Conte de mensonge
Le conte de mensonge est une histoire, racontée le plus souvent à l'oral, construite sur des contresens, avec une logique indiscutable mais absurde.
Comme la blague, elle est « une histoire imaginée à partir de laquelle on essaie de faire croire ».
Cette pratique demande une grande dextérité de langage, une forte imagination, une rapidité d’élocution et une grande capacité d’improvisation.
Ces contes peuvent s’appuyer sur l’expression d’oppositions :
« L’aveugle a vu un lièvre voler,
Le muet a appelé le sourd qui était manchot,
Celui-ci a tiré,
Le cul de jatte a couru attraper le lièvre,'
Et a dit au dernier larron
Qui était tout nu :
Mets ça dans ta poche ! »
« Un muet dit à un sourd qu'un aveugle les espionne »
Les contes de mensonges peuvent être l’occasion de joutes où les conteurs tentent de se surpasser en coiffant le mensonge de l’autre par un mensonge plus énorme encore. Il permet aussi au conteur d’inviter son auditoire à explorer le langage et à échapper à ses limites. Il est enfin l’occasion d’asséner des vérités en portant au plus loin la forme du mensonge.
« Affirmer des choses impossibles pour exprimer l’inexprimable est d’ailleurs la fonction implicite du conte. L’imaginaire y est symbolique. Fables et contes merveilleux ne sont ni plus ni moins que des contes de mensonges dont la structure conserve une certaine logique ou convention de narration. »